# Justus Brinckmann
Justus Brinckmann (født 23. maj 1843 i Hamborg, død 8. februar 1915 sammesteds) var en tysk museumsmand.
I sine ganske unge år viste Brinckmann udprægede evner for naturhistoriske studier, og senere dyrkede han ikke blot statsret, nationaløkonomi og jura, men også osteologi, anatomi og fysisk geografi. Under denne alsidige, næsten polyhistore uddannelse fængsledes hans interesser også af den oldægyptiske kunsts dyrebilleder og siden af kunsthistorien i almindelighed.

## Oprettelsen af kunstindustrimuseet i Hamborg
Da han i Wien havde hørt et foredrag af Eitelberger, det nye østrigske kunstindustrimuseums leder, udarbejdede han et i maj 1866 offentliggjort program for oprettelsen af et lignende museum i Hamborg, og efter i nogle år som dr.jur. at have arbejdet i praktiske hverv lykkedes det ham at gennemføre denne plan, der skulle blive hans livs hovedværk. 1877 fik museet de lokaler, det senere kom til at ligge i, og det blev det mest omfattende og alsidige, nogen enkelt mand i nyere tid har skabt.
Som museumsleder var Brinckmann den fødte samler og den lærde kender, som ingen anden var han fortrolig med antikvitetshandelens vildveje og i sin samlervirksomhed altid forud for sin tid: før andre tyskere grundlagde han en samling af japansk kunsthåndværk, der måske blev museets bedste afdeling.
Hans kenderblik spændte over vide felter: oldtid og middelalder, europæisk keramik og bondekunst fra Vierlanden omkring Hamborg, og hans viden kom først og fremmest hans museum til gode.
Hans litterære hovedværk var: Das hamburgische Museum für Kunst und Gewerbe. Führer (1894), der var udformet som en håndbog i kunsthåndværkets historie, og som stadig fik nye tillæg i museets årsberetninger. Men også kolleger nød godt af hans kundskaber, og især efter at han i 1898 havde stiftet det internationale museumsforbund (til værn mod forfalskninger), stod han som den fra alle sider anerkendte og rådspurgte gamle mester.

## Forfatterskab
- Kunst und Kunstgewerbe in Japan. 1883 (Vortrag von 1882 im Verein für Kunst und Wissenschaft zu Hamburg)
- Kunst und Handwerk in Japan. Wagner, Berlin 1889 (nyt oplag: BiblioBazaar, 2010, ISBN 978-1-142-22548-3)
- Führer durch das Hamburger Museum für Kunst und Gewerbe. 2 bind. Verlag des Museums für Kunst und Gewerbe 1894

Band I: Hamburgische Ofen, Korbflechtarbeiten, Gewebe, Stickereien, Spitzen, Lederarbeiten, architektonische Ornamente, ostasiatische Metallarbeiten, europäische Edelschmiedearbeiten, Email, Keramik des Altertums, Deutsches Steinzeug, Fayencen.
Band II: 2 Europäisches Porzellan u. Steingut, westasiatische Fayencen, chinesisches Porzellan, japanische Töpferarbeiten, Glas, Möbel, Bauschreinerarbeiten, Holzschnitzereien, Uhren, Elfenbeinarbeiten, Zinnarbeiten wissenschaftliche Instrumente u.a.
- Kenzan, Beiträge zur Geschichte der japanischen Töpferkunst. (i: Jahrbuch der Hamburgischen Wissenschaftlichen Anstalten. XIV. Jahrgang 1896. Lucas Gräfe & Silleni, Hamburg 1897)
- Die Ankäufe auf der Weltausstellung Paris. 1900. Hrsg. vom Hamburgischen Museum für Kunst und Gewerbe. Lütcke & Wulff Hamburg 1901
- udgiver: Berichte des Museums für Kunst und Gewerbe, 1883–1910. (i: Jahrbuch der Hamburgischen Wissenschaftlichen Anstalten)